# آرثر هيل غيلبرت
آرثر هيل غيلبرت (بالإنجليزية: Arthur Hill Gilbert)‏ هو ضابط ورسام أمريكي، ولد في 10 يونيو 1893 في شيكاغو في الولايات المتحدة، وتوفي في 1970 في كاليفورنيا في الولايات المتحدة.